# ФК Атлетик Билбао
Атлетик клуб (шп. Athletic Club), познатији као Атлетик Билбао (баск. Bilboko Athletic, шп. Athletic de Bilbao), шпански је фудбалски клуб из града Билбаоа у покрајини Баскији, који се такмичи у Ла лиги.

## Историја
Фудбал је у Баскију дошао посредством енглеских трговаца. Нови спорт је полако узимао маха и почео потискивати традиционалне спортове тога поднебља. Тако настају и први клубови ФК Билбао основан од стране енглеских рудара и лучких радника и Атлетик клуб, основан од стране баскијских студената који су се вратили са студија у Енглеској. Ова се два клуба спајају 1902. године у један под називом Club Vizcaya a 1903. настаје Athletic Club de Bilbao.
После оснивања клупске боје су биле плаво-беле пруге, но 1910. прихвата за службене клупске боје црвено-беле вертикалне пруге које су и данас заштитни знак овог клуба. Чини се да је разлог за одабир ових боја била чињеница што су лучки радници из Сандерленда донели властите дресове из свог града као поклон домаћинима, а ти су дресови били црвено-бели. Но, постоји и друга верзија да се промена догодила из врло практичног разлога, а тај је да је у то време цена црвене тканине била знатно нижа од плаве. Од самих почетака клуб почиње остваривати запаженије резултате.
Клуб никада није испао из шпанске Прве лиге од њеног оснивања 1929. године и тиме је уз бок великанима као што су Реал Мадрид или Барселона. Клуб је један од најтрофејнијих у Шпанији: осам пута је био првак Шпаније, а 24 пута победник Купа Краља (Copa del Rey). Освојили су још и Суперкуп 1984, 2015. и у сезони 2020/21. те играли финале УЕФА купа/Лиге Европе 1977. и 2012. године.
Надимци клуба су Rojiblancos или Зуригорри по клупској боји, црвено-белим пругама и Los Leones (лавови) по месту где се налази стадион клуба, а који је смештен уз цркву San Mamés, свеца кога су бацили лавовима који су га одбили појести.
Од самог почетка клуб је вођен крилатицом Con cantera y afición, no hace falta importación тј. С домаћим играчима и навијачима нема потребе за странцима. Тако cantera постаје службени став вођства клуба из Билбаоа, али и осталих баскијских клубова тог доба као што су Алавес, Реал унион, Arenas Club de Getxo и Реал Сосиједад. Тих пет тимова били су међу десет оснивача шпанске прве лиге. До данас је једино Атхлетик остао веран овом ставу тако да у клубу могу играти само играчи рођени у Баскији или они чији су блиски преци баскијскога порекла. Ипак су то правило понешто ублажили у осамдесетим годинама 20. века када је допуштено да у клубу играју играчи који су фудбалски одрастали у Баскији.
Под Франком клуб је морао мењати име у Атлетико Билбао будући је генерал Франко одредио како се не смеју користити стране речи у именима клубова и организација.
У последњих двадесет година клуб не успева остварити неке значајније резултате, највише због устрајности у провођењу cantere. Неколико пута је клуб успевао изборити наступ у европским куповима, а 1998. године под вођством Луиса Фернандеза освојили су друго место у првенству, изборивши право да учествују у Лиги шампиона. Ипак, у посљедњих неколико година клуб тавори у средини или при дну табеле. Протекле две сезоне клуб се грчевито бори за опстанак. Упркос свему, према истраживањима угледних новина El Mundo 78% навијача овога клуба би рађе видело свој клуб у другој лиги него да се одрекне става да у клубу играју искључиво баскијски играчи. Тако овај клуб остаје један од ретких клубова који се противе правилима модерног фудбала и покушавају кроз развој младих домаћих играча оставити трага у данашњем фудбалу. Многи овакву политику називају расистичком и ксенофобичном, но они који бране овај став наглашавају како је њима важније да играчи на првом месту имају љубав према клубу и да разумеју што клуб значи навијачима, а што није случај с многим странцима који долазе у клубове шпанске лиге.

## Тренутни састав
27. фебруар 2025.
| Бр. |         | Позиција | Играч                             |
| --- | ------- | -------- | --------------------------------- |
| 1   | Шпанија | Г        | Унаи Симон                        |
| 2   | Шпанија | О        | Андони Горосабел                  |
| 3   | Шпанија | О        | Данијел Вивијан                   |
| 4   | Шпанија | О        | Аитор Паредес                     |
| 5   | Шпанија | О        | Јерај Алварез                     |
| 6   | Шпанија | С        | Микел Весга                       |
| 7   | Шпанија | Н        | Алекс Беренгер                    |
| 8   | Шпанија | С        | Ојан Сансет                       |
| 9   | Гана    | Н        | Ињаки Вилијамс (заменик капитена) |
| 10  | Шпанија | Н        | Нико Вилијамс                     |
| 11  | Шпанија | Н        | Алваро Ђало                       |
| 12  | Шпанија | Н        | Горка Гурузета                    |

| Бр. |         | Позиција | Играч                     |
| --- | ------- | -------- | ------------------------- |
| 13  | Шпанија | Г        | Ђулен Агирезабала         |
| 14  | Шпанија | О        | Унаи Нуњез                |
| 15  | Шпанија | О        | Ињиго Лекуе               |
| 16  | Шпанија | С        | Ињиго Руиз де Галарета    |
| 17  | Шпанија | О        | Јури Берчиче              |
| 18  | Шпанија | О        | Оскар де Маркос (капитен) |
| 20  | Шпанија | С        | Унаи Гомез                |
| 21  | Шпанија | Н        | Мароан Санади             |
| 23  | Шпанија | С        | Микел Хаурегизар          |
| 24  | Шпанија | С        | Бењат Прадос              |
| 28  | Шпанија | С        | Пејо Каналес              |
| 32  | Шпанија | О        | Адама Боиро               |

## Успеси клуба

### Национални
- Ла лига
  - Првак (8) : 1929/30, 1930/31, 1933/34, 1935/36, 1942/43, 1955/56, 1982/83, 1983/84.
  - Друго место (7) : 1931/32, 1932/33, 1940/41, 1946/47, 1951/52, 1969/70, 1997/98.
- Куп Краља
  - Освајач (24) : 1903, 1904, 1910, 1911, 1914, 1915, 1916, 1921, 1923, 1930, 1931, 1932, 1933, 1943, 1944, 1945, 1950, 1955, 1956, 1958, 1969, 1973, 1984, 2024.
  - Финалиста (16) : 1905, 1906, 1913, 1920, 1942, 1949, 1953, 1966, 1967, 1977, 1985, 2009, 2012, 2015, 2020, 2021.
- Куп првака Шпаније (претходник Суперкупа Шпаније)
  - Финалиста (1) : 1945.
- Куп Ева Дуарте (претходник Суперкупа Шпаније)
  - Освајач (1) : 1950.
- Суперкуп Шпаније
  - Освајач (3) : 1984, 2015, 2020/21.
  - Финалиста (3) : 1983, 2009, 2021/22.

### Међународни
- Куп УЕФА / Лига Европе
  - Финалиста (2) : 1976/77, 2011/12.
- Латински куп

- Финалиста (1) : 1956.

- Иберијски куп[2]
  - Финалиста (1) : 1983.

## Статистика
- Највећа победа: Атлетик Билбао - ФК. Барселона 12:1 (8. фебруара 1931)
- Највећи пораз: ФК. Барселона -Атлетик Билбао 7:0 (3. фебруара 2001)
- Највише наступа за клуб: Хосе Анхел Ирибар - 614 утакмица (18 сезона)
- Највише голова за клуб: Телмо Зара - 334 гола у 353 утакмице, од тога 252 у првенствима, као најбољи стрелац лиге свих времена. У сезони 1958/59. постигао је 38 првенствених голова.

## Познати играчи
| - Хосе Рамон Алешанко - Рафаел Алкорта - Агусто Сауто Арана - Фернандо Аморебијета - Андони Гоикоечеа Оласкоага - Гиљермо Горостиса - Ђулен Гереро - Карлос Гурпеги - Андони Ираола - Хосе Анхел Ирибар - Хавијер Ирурета - Ернесто Валверде - Аитор Каранка - Емерик Лапорт | - Биксенте Лизаразу - Фернандо Љоренте - Рафаел Морено Арансади - Рафаел Ириондо - Пабло Орбаиз - Хулио Салинас - Телмо Зара - Андони Зубизарета - Исмаел Урзаиз - Андер Ерера - Хосеба Ечеберија - Хави Мартинез - Икер Мунијаин - Раул Гарсија |